# Lepantói csata
A lepantói csatát 1571. október 7-én vívta az egyesült keresztény flotta az Oszmán Birodalom hajóhadával a Jón-tengeren, a mai Görögországhoz tartozó Patraszi-öbölben. A megerősített tengerparti kikötő, Lepanto, melyről az ütközet nevét kapta, az összecsapás helyszínétől jó néhány tengeri mérföldre nyugatra van. Az ütközetben nagyjából 600 hajó vett részt, a Földközi-tenger összes gályájának hetven százaléka, valamint 140 ezer ember – katonák, tengerészek, szabad vagy rabszolga evezősök.
Málta 1565-ös sikertelen török ostroma után I. Szulejmán oszmán szultán északnyugat felé terjeszkedett, és Magyarországot támadta meg. Az idős uralkodó Szigetvár ostroma közben meghalt. A törökök visszavonultak, és az 1568-ban kötött drinápolyi béke biztosította a nyugalmat a Duna mentén. Az új szultán, II. Szelim úgy döntött, hogy a Földközi-tengeren folytatja a hódítást. Itt a törökök óriási fölényben voltak, hiszen a katolikus államok belső problémáikkal, elsősorban a reformációval küszködtek, és nem akarták egyesíteni haderejüket a muzulmánok ellen.
Az egységes fellépés legerőteljesebb híve V. Piusz pápa volt, aki 1566 óta ösztökélte a keresztény hatalmakat, hogy indítsanak új keresztes hadjáratot az Oszmán Birodalom ellen. Az ellentétes érdekeik miatt egymásra gyanakvó Spanyolország és Velencei Köztársaság csak 1570-ben szövetkezett, miután a törökök elfoglalták a velenceiek termékeny birtokát, Ciprust. 1571. május 25-én született meg a Szent Liga. A megállapodásban Velence, Spanyolország és a pápai állam vállalta, hogy közös katonai erővel hadjáratot indít a török ellen.
A keresztény hajóhad 1571 nyarán gyűlt össze a Messinai-öbölben. A több mint kétszáz gályát Velence, a pápai állam, a spanyol király, a Genovai Köztársaság, a Savoyai Hercegség, a toszkánai Szent István Lovagrend, valamint a máltai lovagrend szerelte fel. A költségek felét II. Fülöp spanyol király állta, aki így jelentős súlyt kapott a főparancsnok kiválasztásában. A hajóhad élére féltestvérét, Don Juan de Austriát nevezték ki, helyettese Marcantonio Colonna pápai tengernagy lett.
A Szent Liga hajóhada októberben érte el a görög partokat, ahol II. Szelim mintegy háromszáz egységből álló flottája állomásozott. A had parancsnoka Müezzinzade Ali pasa volt. A keresztény seregben a velenceiek és a spanyolok hosszasan vitatkoztak arról, hogy milyen haditervet kövessenek; végül a velenceiek azonnali támadást sürgető javaslatát fogadták el. A törökök szintén sokat vitáztak arról, hogy várják-e meg a Szent Liga támadását, vagy hajózzanak ki jól védett öblükből, és menjenek a keresztények elé. Végül ők is a támadás mellett döntöttek.
A két hajóhad négy-négy egységből állt fel: főerőből, két szárnyból és tartalékból. A törököknek több hajója és embere volt, viszont a keresztények tüzérsége jóval erősebb volt. Ali pasa ezért kevés hajót hagyott a tartalékban, inkább a centrumot erősítette meg. A törökök a csata elején eredményeket értek el a Csuluk Mehmed vezette jobbszárnyukon, de végül vereséget szenvedtek. Balszárnyukon Ulucs Ali pasa egy átkaroló hadművelettel szétzilálta Giovanni Andrea Doria egységét és betört a keresztény hajók közé. Súlyos veszteségeket okozott a máltai, szicíliai és velencei gályáknak, de végül menekülnie kellett a keresztény erősítés elől.
Az ütközet a főerők között dőlt el, ahol összecsapott a két zászlóshajó, a La Real és a Szultána. A keresztényeknek sikerült visszaverniük a törökök támadását, és elfoglalták Ali pasa hajóját. Ez zűrzavart váltott ki a törökök között, sokan menekülni kezdtek. Az ütközetben a keresztények közül nagyjából nyolcezren vesztették életüket; az elesett törökök számát húszezerre becsülik.
Bár a török flotta megsemmisült, Ciprus nem került vissza velencei fennhatóság alá. A Szent Liga ugyan hamarosan felbomlott, viszont az Oszmán Birodalom soha nem nyerte vissza egykori tengeri erejét. A csata egyben a kézi erővel hajtott hajók utolsó nagy ütközete lett, a gályák helyét ezután átvették a vitorlások.

## Előzmények
Málta 1565-ös sikertelen török ostroma óta viszonylagos nyugalom volt a Földközi-tenger medencéjében. I. Szulejmán oszmán szultán 1566-ban nem a térségben, hanem Magyarország ellen vezetett hadat. A szultán azonban Szigetvárnál meghalt, utóda pedig az Iszákosként emlegetett II. Szelim lett. 1568. február 17-én Szokoli Mehmed nagyvezír megkötötte a drinápolyi békét, ami nyugalmat hozott a Habsburg Birodalom keleti határainak.

Az Oszmán Birodalom a 16-17. században

A földközi-tengeri keresztény országok viszont félelemben éltek. Isztambulból minden évben hírek kaptak szárnyra arról, hogy a török flotta valamely nyugati célpont ellen készül. Ezekben a hírekben általában Málta, Ciprus és Szicília szerepelt legvalószínűbb célpontként. 1570-ben eloszlott a bizonytalanság: március 28-án II. Szelim követe, Kubat átadta a szultán ultimátumát Velencében, vagy megkapja Ciprust, vagy elveszi erővel. A velencei szenátus 195:5 arányban elutasította a követelést, és Kubatot a hátsó ajtón kellett kimenekíteni a feldühödött tömeg elől.
Ciprus kiváló célpont volt a törököknek, közel feküdt az Oszmán Birodalom partjaihoz, messze a velenceitől. II. Szelim régóta szerette volna megszerezni: a velencei szenátust már az 1550-es években arra figyelmeztették a kémek és diplomaták, ha az Iszákos trónra kerül, háború lesz a szigetért.
II. Szelimnek, hatalma megszilárdítása érdekében, szüksége volt hódításra, nem elégedhetett meg a birodalom határainak biztosításával. Ciprus nemcsak könnyű, de a muzulmánok szemében fontos célpont is volt, ugyanis a Mekkába és Egyiptomba vezető úton feküdt, és kiváló menedékül szolgált a zarándokokat és kereskedőket támadó keresztény kalózoknak. Mindazonáltal a török vezetés nem volt egységes a katonai akciót illetően, míg Lala Musztafa pasa, Piali és Ulucs Ali pasa támogatta a tervet, Szokoli Mehmed ellenezte.
1570 nyarán a szultán 300 gályával és több mint 60 ezer emberrel megtámadta Ciprust, és alig két hónap alatt elfoglalta. A főváros, Nicosia 46 nap ostrom után, 1570. szeptember 9-én esett el. A győzelem után a törökök háromnapos szabad rablást engedélyeztek a katonáknak: húszezer embert lemészároltak, ezer nőt és gyereket pedig rabszolgasorba vetettek. Ezután Famagusta kivételével, amely még hónapokig kitartott, minden ciprusi város megadta magát.

## A szövetség megalakulása
V. Piusz pápa 1566 óta próbálta szövetségbe fogni a katolikus államokat, hogy új keresztes hadjáratot indítsanak. A szövetség kialakítása csak lassan haladt, mert az érintett államokat saját problémáik foglalták le, illetve nem tudtak megállapodni a célokban és a költségek megosztásában. Franciaországban és a Német-római Birodalomban már komoly változásokat hozott a reformáció előretörése, az üres kincstárú Spanyolország pedig lázadásokkal nézett szembe Andalúziában és Németalföldön. A velenceiek pedig azért nem csatlakoztak, mert alapvetően elutasították az amúgy is komoly spanyol befolyást Itáliában.
A helyzet és a felek hozzáállása jelentősen megváltozott 1571-re. II. Fülöp az andalúziai muzulmánok, a moriszkók felkeléséből, amelyet az Oszmán Birodalom tevékenyen támogatott, azt szűrte le, hogy Spanyolország addig nem lesz biztonságban, amíg a török hegemóniát meg nem törik a Földközi-tengeren. Ciprus elfoglalása után a Velencei Köztársaság is kénytelen volt másként állni a szövetséghez, mivel egyedül képtelen volt visszafoglalni a szigetet.
1571. május 25-én megszületett a Szent Liga, melyet a pápai állam, Spanyolország és Velence alkotott. Tizenkét évre kötelezték el magukat, fő céljuk Ciprus, a Szentföld és Észak-Afrika visszafoglalása volt a törököktől. II. Fülöp vállalta a költségek felét, így döntő szava lett a parancsnok kijelölésében: a keresztény had élére féltestvérét, a 24 éves Don Juan de Austriát, helyettesének Marcantonio Colonna pápai tengernagyot nevezték ki. A szövetség megállapodott egy flotta felállításáról, amelynek a szicíliai Messinában kellett gyülekeznie a nyár folyamán.
Franciaország, amely hosszú évtizedeken át kifejezetten baráti viszonyban volt az Oszmán Birodalommal, kimaradt a szövetségből. Párizs a Szent Ligában nem vállalt szerepet, de az utolsó pillanatig arra törekedett, hogy kibékítse Velencét és a törököket. Ezt a közbenjárást a szövetség tagjai gyanakodva figyelték.

## A főszereplők

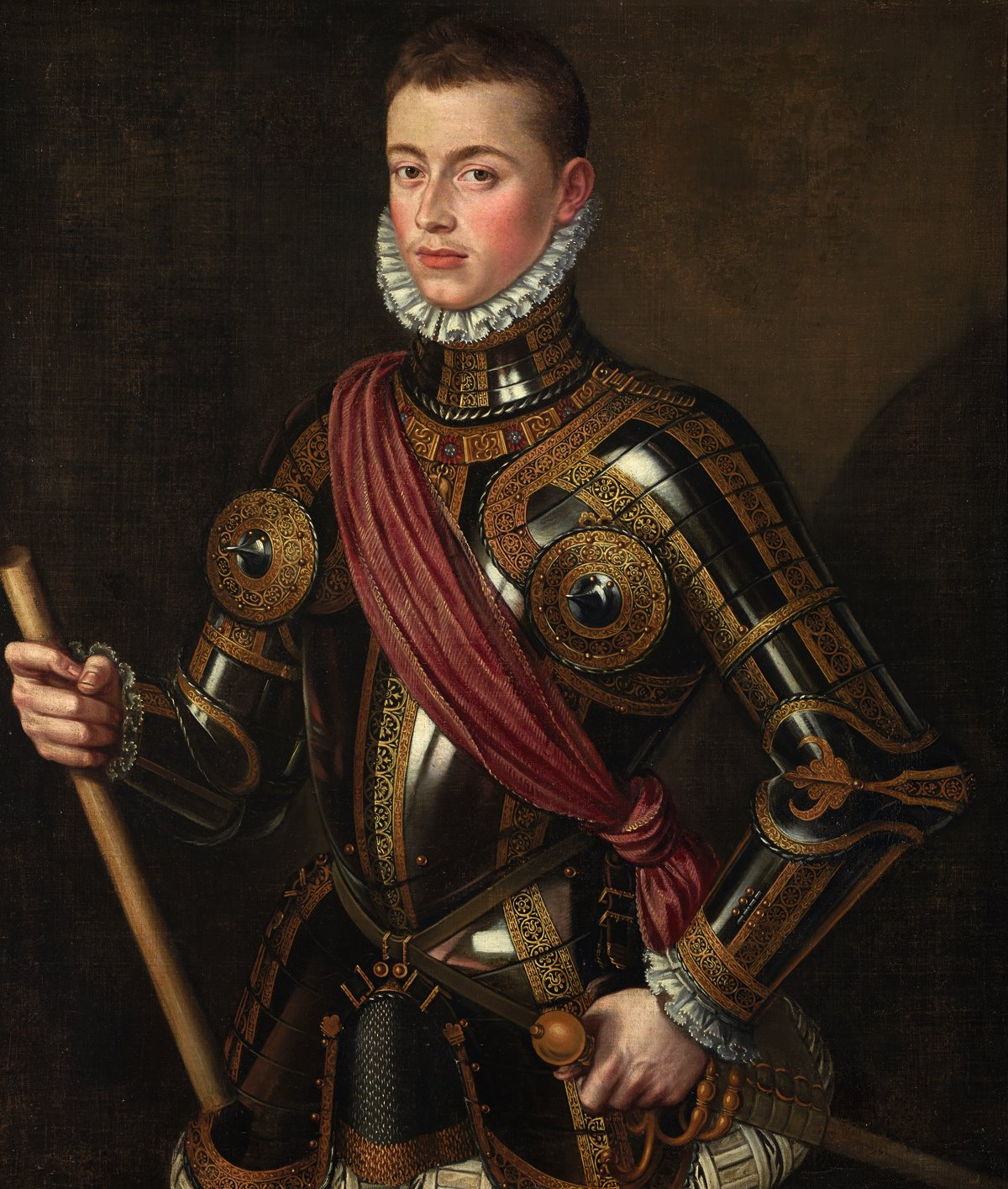
Don Juan de Austria
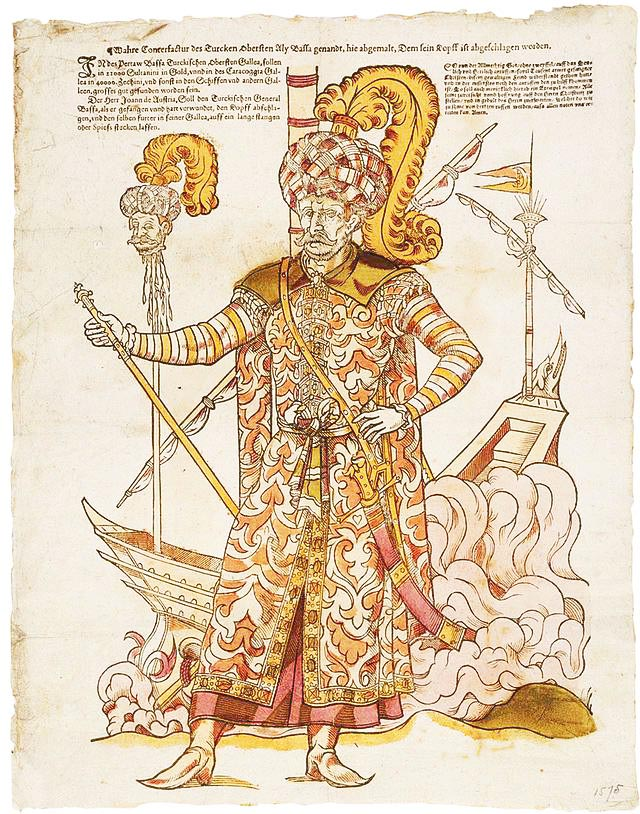
Müezzinzade Ali pasa
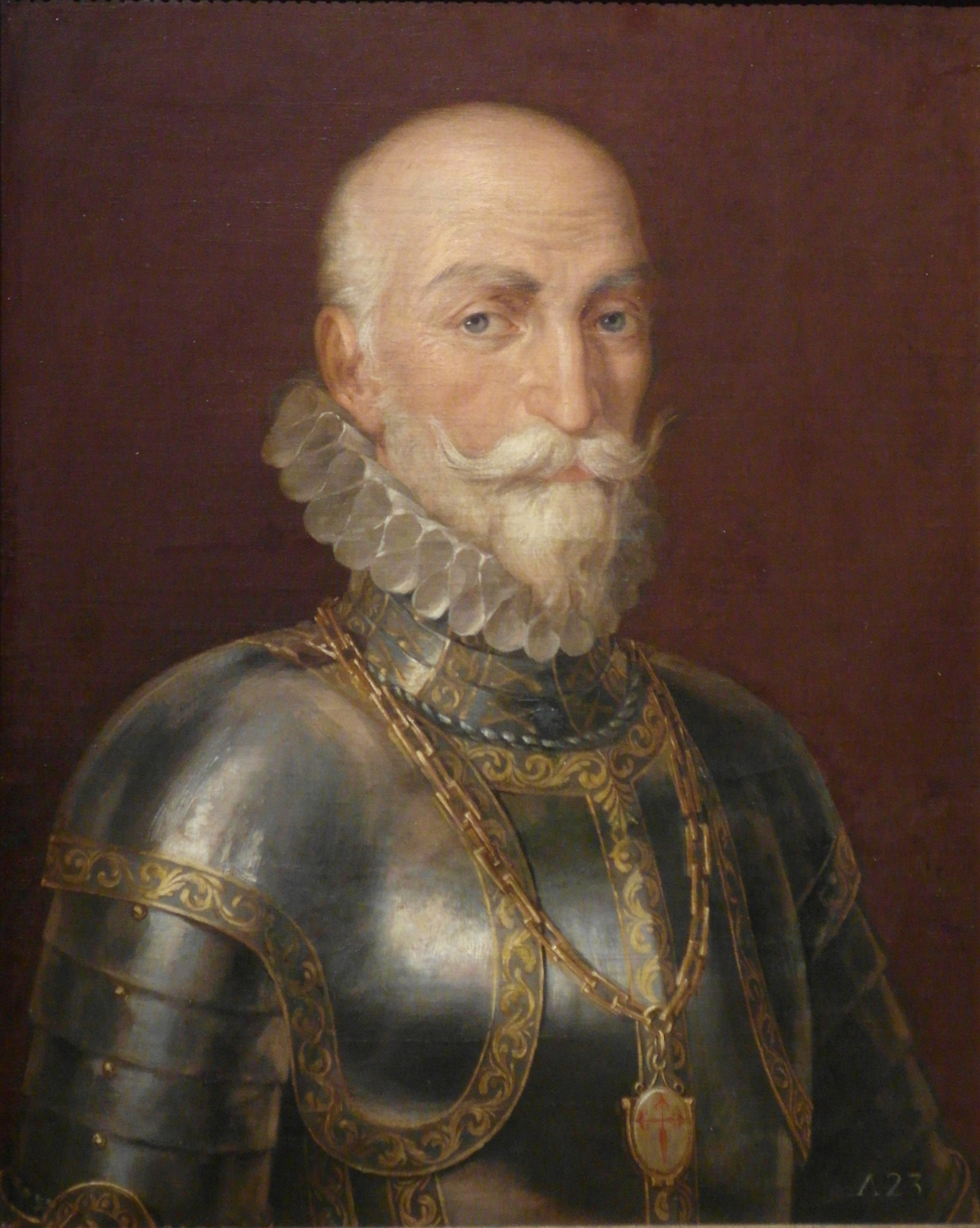
Álvaro de Bazán
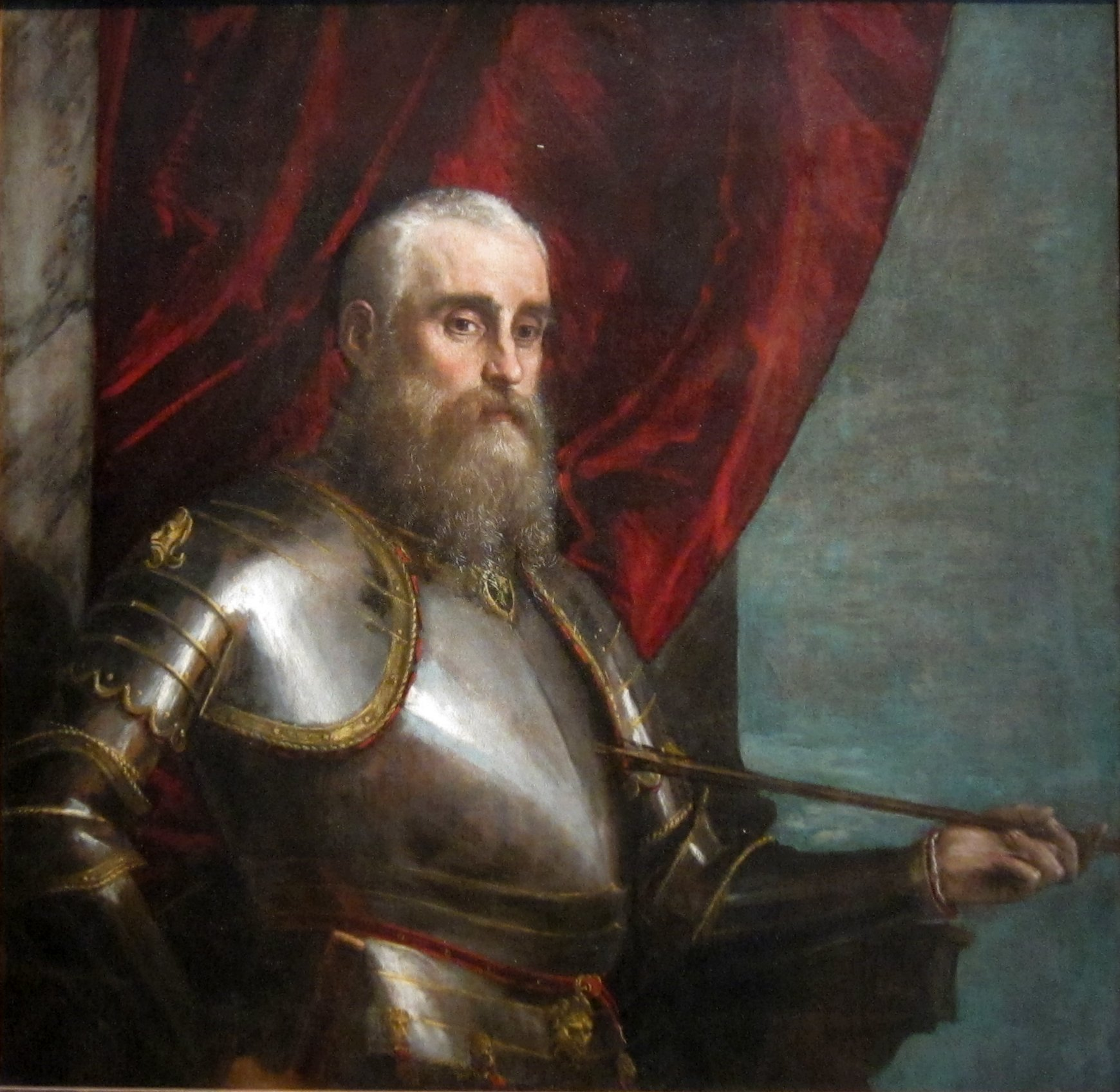
Agostino Barbarigo
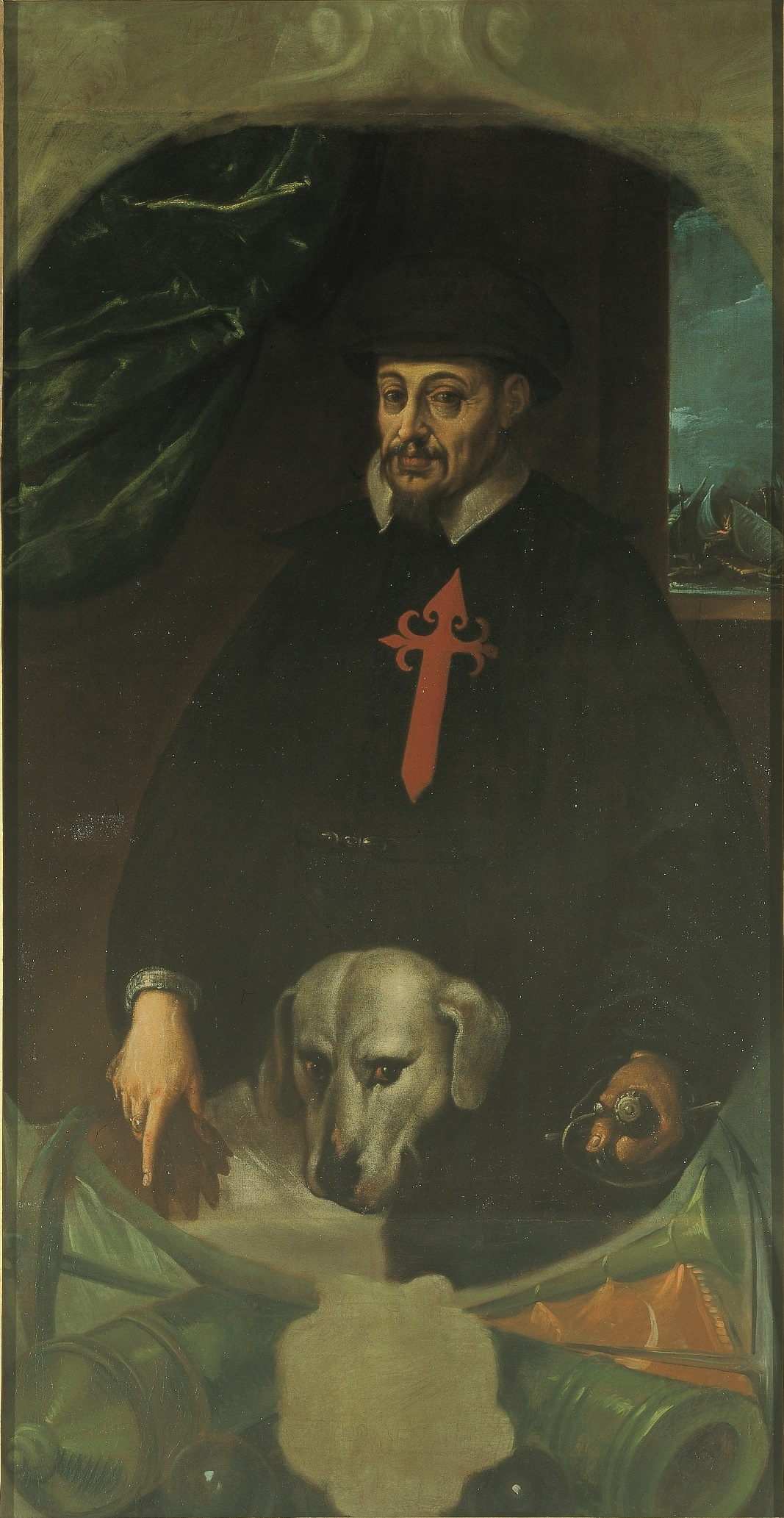
Giovanni Andrea Doria
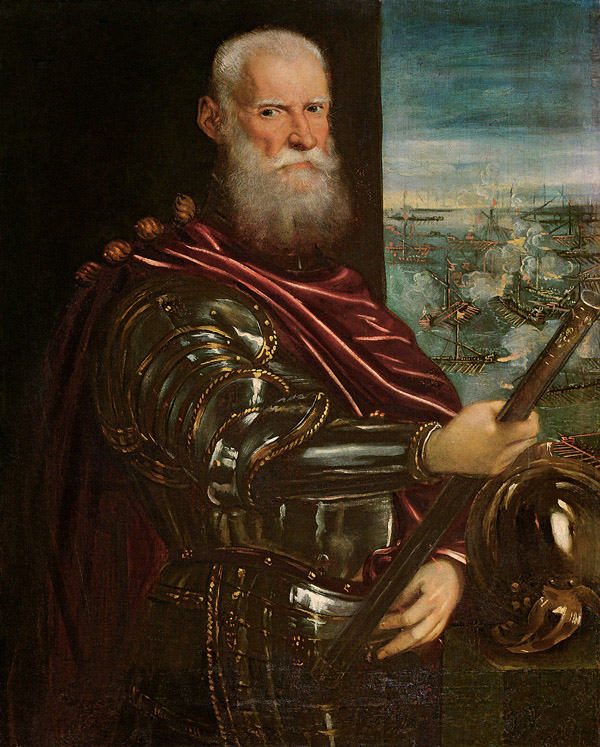
Sebastiano Venier

## A flották
A török és a keresztény flották túlnyomó többségét adó gályák a 16. század közepére elérték technikai határukat. Mivel a bronzból öntött, megbízható ágyúkat könnyű volt beszerezni, egyre többet helyeztek el belőlük a gályákon, ami nagyobb hajótestet igényelt. A 16. század közepére a gályák így nagyobbak és erősebb fegyverzetűek lettek elődeiknél, viszont csökkent a hatótávolságuk.

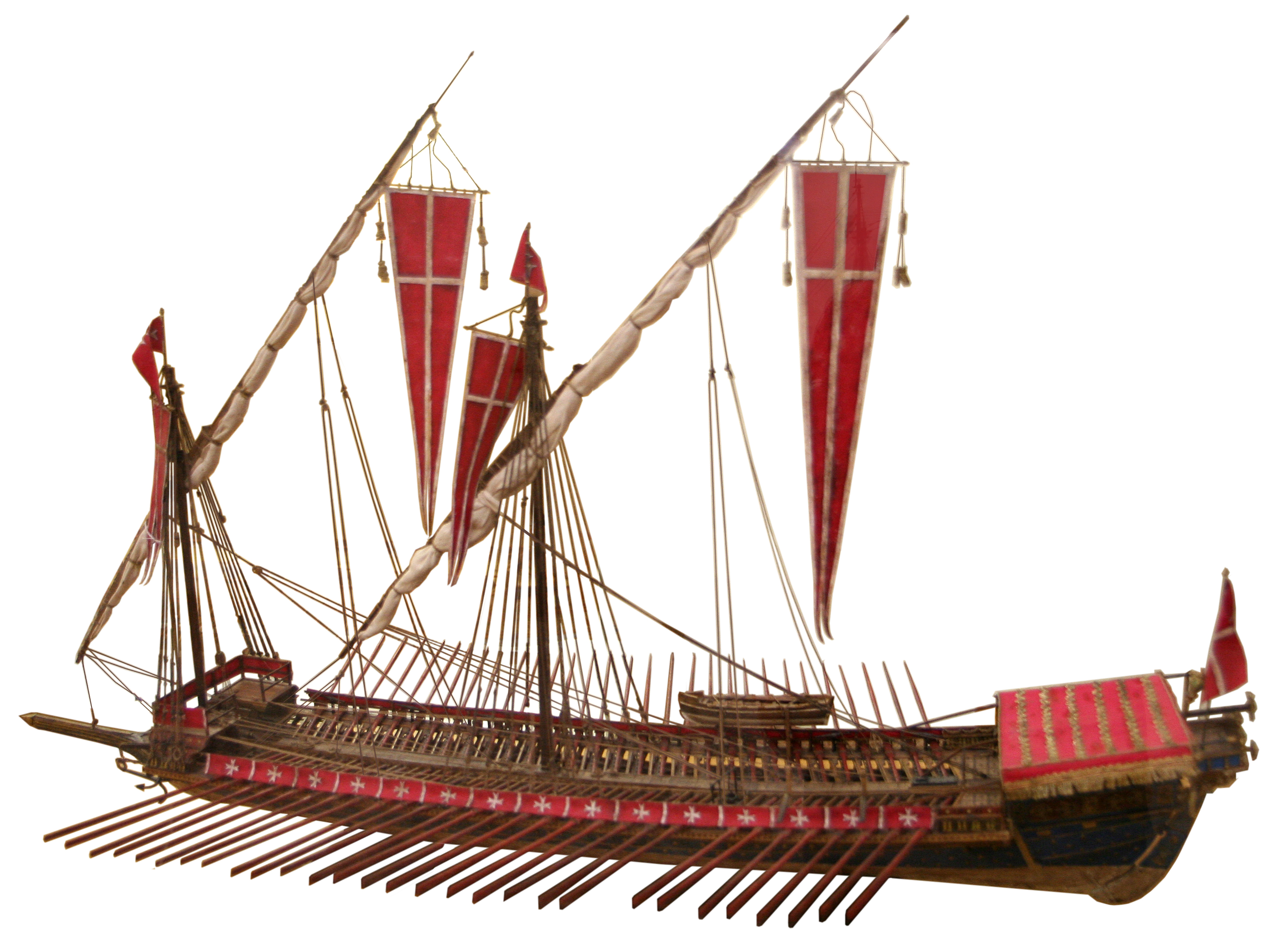
Máltai gálya a 16. századból

A flottákban többféle gálya szolgált. A legáltalánosabb a gallia sottil (közönséges gálya) volt, amely a flották nyolcvan százalékát tette ki. Egy tipikus velencei gallia sottil 41 méter hosszú, öt méter széles, 1,2 méter merülésű volt. A hajót 144 evezős húzta, oldalonként 72 lapáttal. Más gályákon az evezősöket másképp ültették, és egy lapátot akár több ember is húzott. Míg a spanyolok nagy hangsúlyt helyeztek a tüzérségre, addig a velenceiek és a törökök a mobilitást és a sebességet növelték az ütőerő kárára. Így az utóbbiakon csak egy középső és két oldalsó löveg volt, a spanyol, a nápolyi és néhány genovai gályán viszont négy-öt ágyút helyeztek el.
A parancsnokok a szokványosnál nagyobb gályákat használtak. A lanterna nevű hajótípus a taton elhelyezett, jelzésekre használt nagyméretű lámpásról kapta nevét. A legnagyobb gálya a zászlóshajó volt, a lepantói főparancsnok, Don Juan de Austria La Real nevű hajóját például 210 evezős hajtotta. A flottaegységeknek külön parancsnoki hajójuk volt, amelyek átlagosnál nagyobb gallia sottilok voltak. Használtak kisebb gályákat, galiotokat is, amelyeket 16-20 kétemberes evező hajtott oldalanként. Előnyük a sebesség, hátrányuk a nagy gályákkal szembeni sebezhetőség volt. Egy tipikus galiot 27 méter hosszú és három méter széles volt. Egy húszpados török galioton 60-80 evezős és 40-60 katona szolgált. Tipikus török hajó volt a kicsi fusta, amelyen 60 evezős és 30-40 katona tevékenykedett. Hossza 21,5 méter volt.
A keresztények „titkos fegyvere” a velencei fejlesztésű galeasz, a nagy spanyol gályák és a kereskedelmi vitorlások ötvözete volt. Mérete miatt nehéz volt vele manőverezni, ezért csak korlátozottan lehetett a csatában bevetni. Egy galeasz 47 méter hosszú és nyolc méter széles volt, 250-300 katonát szállított, és 70 tengerész dolgozott rajta. Kilenc nagy ágyúval és sok kisebb tüzérségi fegyverrel szerelték fel őket.
A Szent Liga hajóinak több mint a felét legalább öt nehézfegyverrel szerelték fel, míg a törököknél csak a nagy gályák vittek ennyi fegyvert fedélzetükön. A többi keresztény és muzulmán hajón három-három löveg volt. A Szent Liga katonáinak túlnyomó többségét szakállas puskával szerelték fel, míg a törökök kétharmadának csak íja volt. Az íjjal ugyan gyorsabban lehetett lőni, de hatótávolsága és átütő ereje jóval gyengébb volt a kézi tűzfegyverekénél. Mivel a tűzfegyvereket csak lassan lehetett újratölteni, két hajó összecsapásában csak egyszer lehetett használni őket, így a tüzérek csak közvetlen közelről lőttek. Miután a lövedékek végigsöpörtek a fedélzeten, a hajók megcsáklyázták egymást, majd a katonák az átvetett hidakon átrohantak a másik fedélzetre, ahol azután klasszikus gyalogos kézitusa döntötte el az összecsapást.

## Felvonulás

### Keresztények

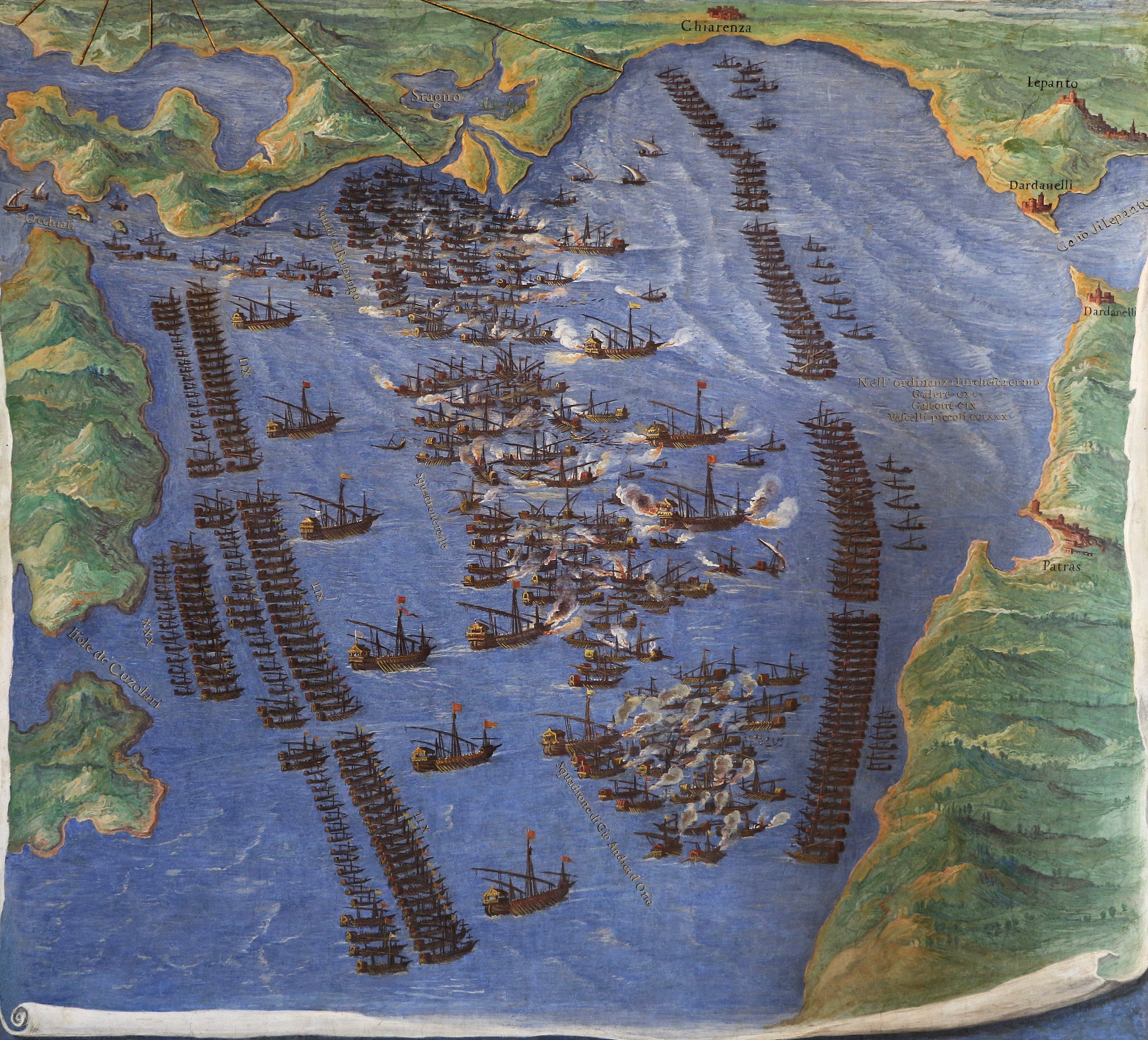
A hajóhadak felsorakozása egy vatikáni falfestményen

A Szent Liga hajóinak gyülekezése nem zajlott zökkenőmentesen Messinában, a spanyol és az olasz katonák folyton egymás torkának estek, és a parancsnokok felakasztattak néhányat közülük, hogy helyreállítsák a rendet. A vezetői szinten ugyanez az utálat munkálkodott: a velenceiek, különösen parancsnokuk, Sebastiano Venier engesztelhetetlenül gyűlölte a spanyol szolgálatban álló Doriát, mert meggyőződése volt, hogy nem akar harcolni a törökökkel. Ebben az állításban sok igazság volt, ugyanis Doria fő utasítása uralkodójától a spanyol flotta védelme volt.
A velenceieket általában utálta mindenki, mert számítónak tartották őket, akik a lehető legkevesebbet akarják költeni a hadjáratra. Közös meggyőződés volt, hogy a velenceiek azért indították útnak gályáikat kevés katonával fedélzetükön, mert ezen is spórolni akartak. Egy korabeli forrás szerint a velencei gályákon egyenként csak 75 katona volt, ezért azt az utasítást kapták a főparancsnoktól, hogy vegyenek fedélzetükre külföldi harcosokat. Így az ütközetben 1500 spanyol és 2500 olasz harcolt a velencei hajókon.
Szeptember 10-én a zászlóshajó fedélzetén összegyűlt a szövetség hetven rangidős parancsnoka, hogy megvitassa a haditervet. Don Juan de Austria két általános javaslattal állt elő: felkutatják és megtámadják az ellenséget, vagy hagyják, hogy az keresse és támadja meg őket. A pápai és a velencei flotta azonnali támadást, a spanyolok kivárást javasoltak. A főparancsnok a támadás mellett állt ki, és ezzel eldőlt a kérdés. A szövetség hajói szeptember 16-án elindultak Korfu felé.
A Szent Liga hajóhada – De Austria levele szerint, amelyet García de Toledo Osoriónak küldött – 208 gályából, hat nehézgályából és 24 egyéb hajóból állt. A teljes haderő elérhette a 70 ezer embert (30 ezer katona és 40 ezer evezős). A gyalogosok kétharmada spanyol volt. A hajókon számos európai nemzet fiai szolgáltak harcosként avagy tengerészként: spanyolok, katalánok, Itália szinte valamennyi nemzetéből (szicíliaiak, friuliaiak, nápolyiak, toszkánok, korzikaiak, szárdok, lombardok, piemontiak, kalábriaiak, genovaiak), valamint portugálok, németalföldiek, németek, franciák, görögök, máltaiak, dalmátok és angolok, sőt néhány horvát és montenegrói tengerész (utóbbiak főként Cattaróból).
Don Juan de Austria előre küldte felderítésre Gil de Andrada máltai parancsnokot négy gyors gályával. Andrada néhány nap múlva azzal a hírrel tért vissza, hogy a törökök megtámadták Korfut, majd visszavonultak Prévezába. Félő volt, hogy a törökök visszahajóznak a biztonságos kikötőkbe, hogy ott teleljenek. A keresztények tíz nap múlva megérkeztek Korfura. Szeptember 27-én újabb haditanácsot tartottak, és a spanyolok ismét arról győzködték a főparancsnokot, hogy ne keresse az ütközetet a törökökkel. Másnap hasonló tartalmú levelet írt II. Fülöp Madridban Don Juan de Austriának, arra utasítva, hogy töltse a telet Szicílián, és csak a következő évben induljon hadba. Szeptember 29-én Andrada jelentette, hogy rábukkant a szultán hajóira Lepantónál.
Október 2-án, Gomenizzánál majdnem felbomlott a szövetség, miután Giovanni Andrea Doria meglátogatta Sebastiano Venier velencei parancsnok zászlóshajóját, hogy – nyilvánvalóan Don Juan de Austria utasítására – ellenőrizze azt. A velenceiek ezt elviselhetetlen sértésként értelmezték, de engedelmeskedtek. Délután kitörtek az indulatok: egy velencei gálya és egy spanyol zsoldban álló olasz kapitány hajójának legénysége összeszólalkozott, majd csetepaté alakult ki, amelyben Venier két zászlósát megölték. Veneri négy olaszt felakasztatott.
A lépés felbőszítette a főparancsnokot. Tanácsadóival megtárgyalta a történteket, és tizenegyük közül nyolc arra szavazott, hogy vezényeljen húsz gályát a velenceiek ellen, és akasztassa fel Sebastiano Veniert. De Austria végül úgy döntött, hogy leváltja a velencei flotta éléről a parancsnokot, és helyét Agostino Barbarigo veszi át. Október 3-án továbbhajóztak Préveza felé. Venier későbbi, a velencei szenátusnak küldött beszámolójából tudni, hogy október 4-én Kefaloniá közelében értesültek: a törökök bevették Famagustát. Ez eloszlatta azt a reményüket, hogy sikerül Ciprust felszabadítani. Október 7-én megpillantották a török flottát.

### Törökök

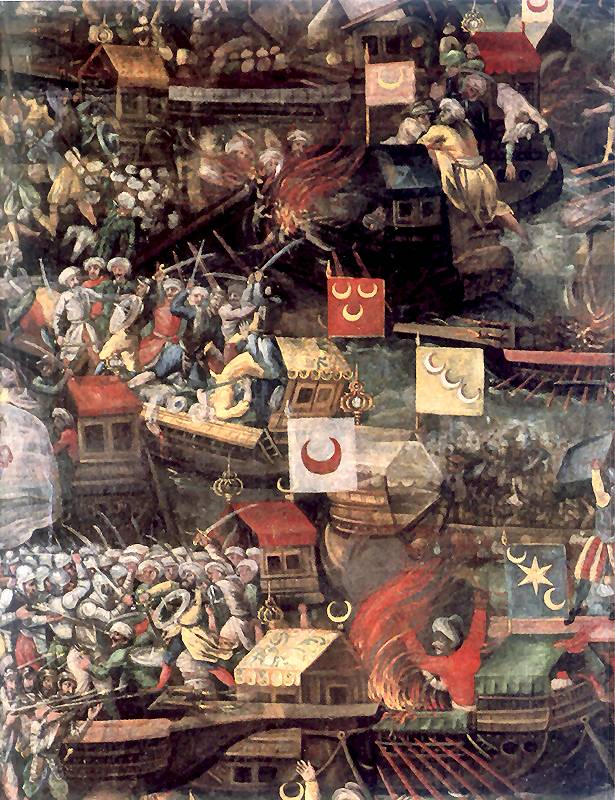
1632-es, ma Krakkóban található olajkép a csatáról

A törökök már április 25-én kihajóztak Isztambulból Müezzinzade Ali pasa és Pertev pasa parancsnoksága alatt: előbbi a hajókért, utóbbi az azokon szolgáló katonákért felelt. A törökök Krétát, Korfut, a dalmát és albán partokat fosztogatták. Augusztus 23-án Ulucs Ali pasa a mai Dubrovnik térségébe érkezett a dalmát partoktól, és kelet felé hajózott. Egy nap múlva Caracosa, más néven Kara Hodzsa, az itáliai származású kalóz, majd augusztus 25-én Pertev pasa követte őt Herceg Novi térségéből. Mindannyian csatlakoztak az Ali pasa által vezetett hajóhadhoz a görög partoknál. A hosszú kalózszezon megviselte a hajókat és a legénységet egyaránt, a harcokban elesettek és korábban elbocsátottak részbeni pótlására Lepantónál tízezer janicsár, kétezer szpáhi és kétezer egyéb harcos szállt hajóra.
A fennmaradt levelekből tudni, hogy Isztambul erőteljesen beleszólt a török flotta tevékenységébe, azt viszont ma már nem lehet megállapítani, hogy ennek hátterében a szultán, vagy Szokoli Mehmed állt. Ali pasa folyamatosan kapta az utasításokat arra vonatkozóan, hogy miként manőverezzen a flotta, hogyan töltse fel élelmiszerkészleteit, hol vegyen fel katonákat. Augusztus 19-én a pasa megkapta az egyértelmű üzenetet, ha megpillantja a Szent Liga hajóhadát, habozás nélkül támadja meg.
A törökök pozíciója kedvező volt, ugyanis megvárhatták volna a Szent Liga hajóit a Lepantói-öbölben, amelynek bejáratát két erőd őrizte. Az öböl partján állt Lepantó (törökül Inebahti) vastag fallal körülvett kikötője. A török had azonban október 6-án kedvező széllel kihajózott a védett öbölből, és csatasorba állt, hogy megakadályozza az áthaladást a területen. A hajósor hosszan elnyúlt, szinte parttól partig, hogy leszűkítse azt a helyet, ahol ütközet alakulhat ki.
A törökök 208 gályával készültek a csatára. A nagyobb hajókat 56 galliot és 64 fusta kísérte. A becslések szerint a flotta 77 ezer emberből (50 ezer evezős és 27 ezer katona) állt. Míg a velencei hajókon szabad emberek eveztek, akik szükség esetén bekapcsolódhattak a harcokba, a török gályákon keresztény rabszolgák húzták a lapátokat.
Az oszmánok nyolc helyről vonták össze a flottájukat: a balszárnyon álltak a konstantinápolyi, az algériai, a szíriai, az anatóliai, a negroponti és az albániai gályák. A centrumban szintén egy konstantinápolyi hajóhad, valamint a rodoszi flotta, a fekete-tengeri, a gallipoli és egy másik negroponti flotta, valamint a tripoli gályák foglaltak el hadállást. A jobbszárnyon a konstantinápolyi flotta harmadik része, néhány tripoli gálya, az anatóliai flotta másik része és az egyiptomiak (az alexandriai hajóhad) alkották. Hátvédnek jó néhány negroponti és antalóiai, valamint egy vegyes összetételű tengeri hadosztály maradt. A hajókon igen nagy számban szolgáltak a törökök mellett arab, bolgár, berber, görög és albán tengerészek is.
Ali több mint háromszáz hajója egy félhold ívében várakozott a Szent Liga flottájára. Korabeli források szerint annyira biztosak voltak a győzelemben, hogy október 6-án este mulatoztak és ünnepeltek. A törökök – szökött gályaraboktól – tudtak arról, hogy a velenceiek és a spanyolok egész úton veszekedtek, így meggyőződésük volt, hogy a keresztény flotta szétesik. A pasák utolsó tanácskozásán Pertev az összecsapás ellen érvelt, de a többiek támogatták az ütközetet.
Október 7-én meglátták a Szent Liga hajóit, és a had mérete meglepte őket, ugyanis Caracosa, akit a keresztények elé küldtek tájékozódni, azt jelentette, hogy százötvennél nincs több hajó a flottában. A törökök nyilvánvalóan alábecsülték a galeaszok ütőerejét is, amikor vállalták a nyílt tengeri összecsapást. Ali pasa döntését befolyásolták a szultántól érkező agresszív sürgetések és a téves hírszerzési információk. A krónikás, Pecsevi szerint a pasa azt mondta:„Folyamatosan kapom a fenyegető parancsokat Isztambulból; féltem a pozícióm és az életem.”

### Hadrend
Mindkét hajóhad négy részreː főerőre, balszárnyra, jobbszárnyra és tartalékra tagolódott. A török flotta jobbszárnyának parancsnoka Csuluk Mehmed, Alexandria kormányzója volt, aki a keresztény balszárnnyal állt szemben, amelyet a velencei Agostino Barbarigo irányított. A keresztény hajóhad 57 gályából állt. Az egyiptomi hajók a partok mellett északi irányban haladtak, hogy bekerítsék a Velencei Köztársaság gályáit. Csuluk Mehmed szpáhikat küldött a partra, hogy elfogják azokat, akik esetleg a szárazföldön akarnak majd menekülni.

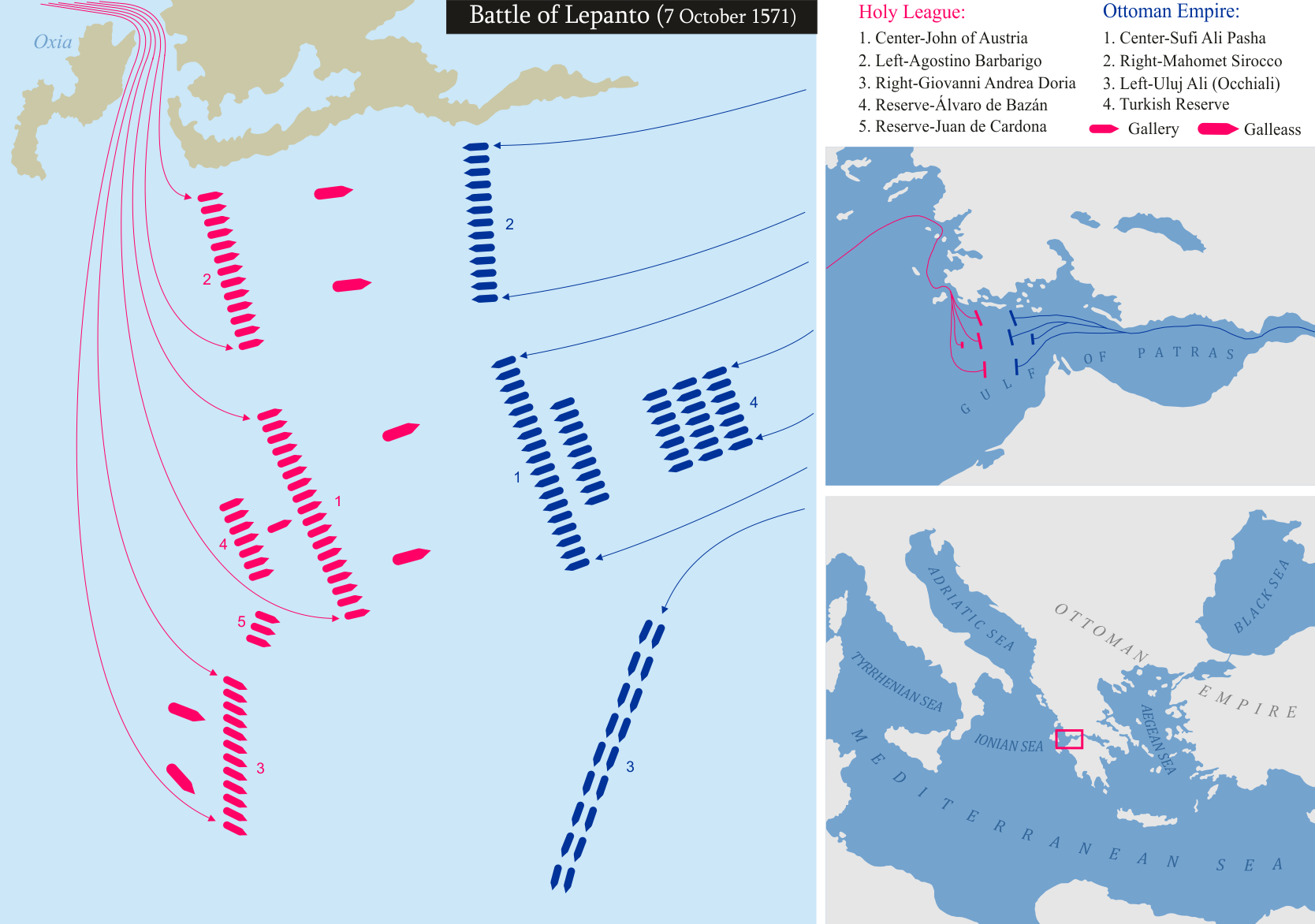
A flották elhelyezkedése és mozgása. Rózsaszínnel a keresztények, kékkel a törökök

A főerőt a flották főparancsnokai vezették. Ali pasa, hogy leküzdje a nyomasztó keresztény tüzérségi fölényt, egyesítette tartalékát az első vonallal, alig öt gályát hagyva magának támogatásul. Nyolcvanhét gályájával komoly számbeli fölényben volt a keresztények fő erejével szemben, ahol Don Juan de Austria 62 hajót irányított. A keresztény parancsnok felállított egy 30 gályából álló tartalék egységet is, amelyet bárhol bevethetett. A tartalék hadat a spanyol Álvaro de Bazán, Santa Cruz márkija vezette.
Az oszmánok balszárnyán Ulucs Ali pasa vonult fel 67 gályával, vele szemben Giovanni Andrea Doria vezényelte a keresztény jobbszárnyat 53 gályával.
A hat galeasz kettes csoportokban a három flottaegység előtt hajózott. A hatalmas hajók jóval magasabbak voltak a török gályáknál, így közelről lefelé, a palánkok mögül tudtak tüzelni rájuk.
A soknemzetiségű szövetség koherenciájának érdekében Don Juan de Austria úgy állíttatta fel a nagyobb egységeket, hogy mindegyikbe kerüljenek „idegen” hajók, így a velenceiek vezette balszárnyban legyenek genovai és nápolyi hajók, a spanyol centrumban velenceiek és a pápai államot képviselők, Doria egységében pedig szicíliaiak és savoyaiak egyaránt. Egy spanyol gályán az angol kalóz és zsoldos, Sir Thomas Stukeley (feltehetően VIII. Henrik törvénytelen fia) parancsnokolt.

## Összecsapás
A két hajóhad 7.30-kor pillantotta meg egymást, 8 órakor felvették a végső csatarendet. A keresztények szentmisén vettek részt, majd nekiindultak az utolsó mérföldeknek, amelyek a törököktől még elválasztották őket. De Austria átszállt egy gyors vitorlásra, és elhajózott a flotta előtt, egyrészt, hogy lássa, tartják-e a hajók a vonalat, másrészt, hogy harcra ösztönözze katonáit. A csatát túlélő keresztények közül később többen is azt mondták, hogy amikor közeledtek a tengeren ringatózó török hadhoz, úgy tűnt, túl kevesen vannak a győzelemhez, és azt szerették volna, ha a főparancsnok kiadja az utasítást a visszavonulásra. A csata kezdő mozzanataként Don Juan de Austria elsütötte a pisztolyát az ellenség felé, majd kibontatta a Szent Liga zászlaját a La Realon. A zászlóshajó aktív részvétele az ütközetben lelkesítően hatott a keresztény katonákra és hajósokra.
A keresztény hajók a kedvező széllel gyorsan közeledtek a török flotta felé, majd megkezdték az ágyúzást. A nehézgályák sortüzet lőttek a török hajókra, amelyeknek el kellett haladniuk mellettük, ha támadni akartak. A galeaszok hatalmas felfordulást okoztak a török sorokban, a mozgásképtelenné vált hajókba belefutottak más gályák. Amikor a csata korai szakaszában egy lövedék eltalálta zászlóshajója, a Szultána díszes lámpását, Ali viccel próbálta elütni a feszültséget: „Olyanok, mint a gyerekek: összetörik a szép tárgyakat”. A veszteség a török oldalon azonban óriási volt: a keresztény ágyútűzben, még a valódi kézitusa dominálta összecsapás előtt, Ali pasa hajóinak egyharmada elsüllyedt, vagy súlyosan megrongálódott.

### Harc a török jobbszárnyon

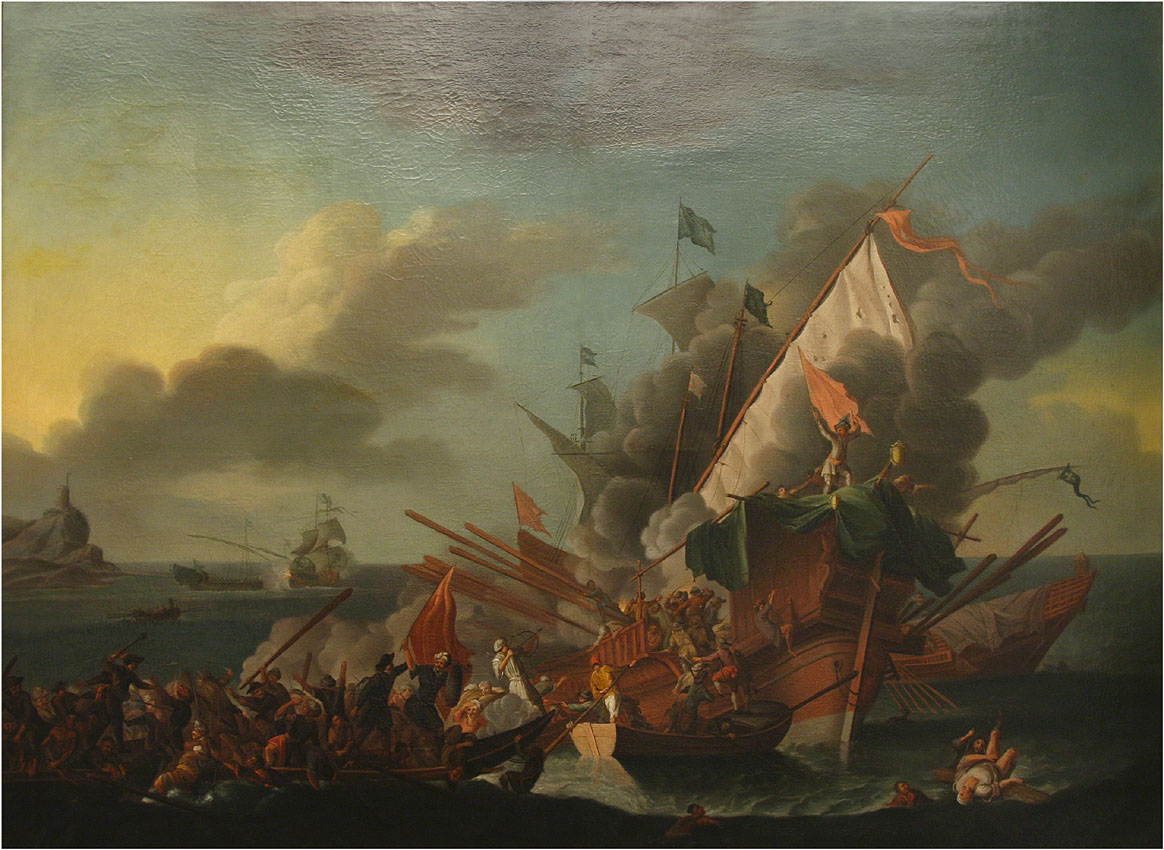
1762-es festmény az ütközetről

A keresztény balszárny szorosan az albán partok mellett haladva érte el a csatateret. Az egység parancsnoka Agostino Barbarigo volt, aki Veneri helyét vette át. Utóbbit az akasztásos összetűzés után a főerőhöz vezényelte a főparancsnok. Barbarigo mellett Antonio da Canale hajózott, míg a jobbszárnyat Marco Querini zárta le. Az előttük haladó két galeasz parancsnoka Ambrogio és Antonio Bragadin, Famagusta megnyúzott parancsnokának rokonai voltak. A velük szemben felsorakozó török jobbszárny parancsnoka Csuluk Mehmed, Alexandria kormányzója volt, aki Barbarigo zászlóshajója felé tartott, míg Mehmed bég, Negroponte beje Marco Querinivel nézett farkasszemet. Ahogy előrehaladt a csata, a velenceiek elvesztették a magasabb palánkok előnyét, amelyeknek következtében messzebbre tudtak lőni, és megkezdődött a kézitusa a nagyobb számú ellenséggel.
A török jobbszárny a partok mellett haladva csapott össze a velencei hajókkal. Úgy tervezték, hogy könnyebb hajóik a sekélyebb vizeken haladva megkerülik a nehéz velencei hajókat, és a hátukba kerülnek. Néhánynak sikerült is, de Barbaragio saját hajójával elállta az utat. A zászlóshajóra hatalmas tűz zúdult a török gályákról. A csatában nyílvessző találta el Agostino Barbarigo jobb szemét, így a flotta irányítását helyettese vette át.
A törökök megpróbálták bekeríteni a keresztényeket, de ez nem sikerült. Marino Contarini, Barbarigo unokaöccse, látva, hogy mekkora nyomás nehezedik nagybátyjára, hajóival kisegítette, és ezzel eldöntötte az ütközetet, de halálos lövést kapott. Negyed tizenkettőre a keresztény balszárny bekerítette a muzulmán jobbszárnyat, és a part felé szorította. A korabeli beszámoló szerint a Szent Liga hajói olyan szorosan haladtak egymás mellett, hogy „egyetlen gálya, még egy kicsi csónak sem tudott átcsúszni közöttük.” A török gályákat elözönlő katonák nem ejtettek foglyokat, akit értek, meggyilkoltak, több hajón pedig rátámadtak fogva tartóikra a keresztény gályarabok.
A muzulmánok csapdába kerültek, és ahogy egyre több keresztény hajó csatlakozott a harchoz, úgy fogyott a túlélés esélye. Néhány török kapitány kifuttatta a partra hajóját, hogy a szárazföldön próbáljon elmenekülni. A velenceiek, égve a Famagusta eleste miatt bosszúvágytól, csónakokkal partra szálltak, hogy a szárazföldön is üldözzék a menekülő törököket. Kora délutánra a katolikus flotta szétverte a török jobbszárnyat. A csatát a török parancsnok nem élte túl: Csuluk Mehmed vízen lebegő holttestére egy velencei hajó bukkant rá. A legénység a testet kiemelte, levágta a fejét, majd egy lándzsára tűzte. Barbarigo október 9-én halt meg fejsérülése miatt.

### Harc a főerők között

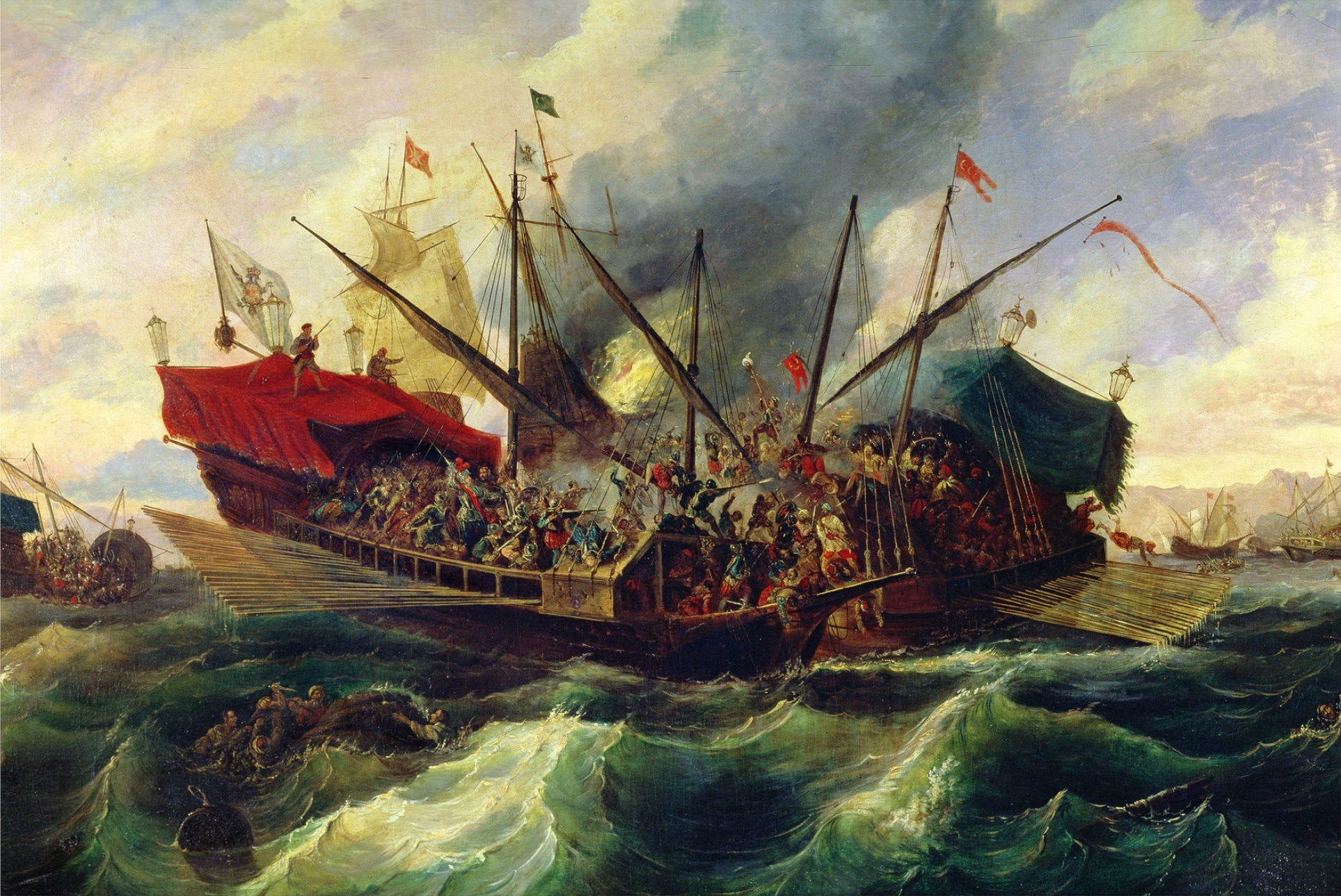
Gályák összecsapása Antonio de Brugada képén

A délre Barbarigótól és északra Doriától elhelyezkedő több mint hatvan hajóból álló keresztény főerő lassan haladt, hogy tartsa a hadrendet. Északról déli irányban a 31. volt De Austria hajója, a La Real. Venier a La Real bal oldalán, Marcantonio Colonna a jobb oldalán hajózott. A keresztények előtt haladó két nehézgálya kapitánya Giacomo Guoro és Francesco Duodo volt. Velük szemben Ali pasa közeledett. A Szultána mellett Pertev pasa, majd Hasszán pasa, Hajreddin Barbarossa fia hajózott. A török zászlóshajó fedélzetén háromszáz janicsár, néhány puskás és száz számszeríjász volt. A keresztény zászlóshajón Don Lope de Figueroa vezetésével négyszáz szardíniai puskás készült a harcra.
Kevéssel dél előtt a Szultána és a La Real összecsapott. A török zászlóshajó három ágyúlövést adott le, ebből egy talált, és elsodorta az első evezőssort. A La Real kivárt, és csak közvetlen közelről lőtt: valamennyi lövése talált. A török hajó páncéllal burkolt orra mélyen belefúródott a spanyol gályába, majd legázolta az egyik evezősort. A törökök megrohanták a La Real fedélzetét, ahol véres közelharc alakult ki, de a keresztények visszaszorították őket. A spanyol gyalogosok egészen a Szultána főárbócáig jutottak a szétlocsolt olajtól és vértől csúszós fedélzeten, de onnan visszaverték őket.
Közben Colonna gályája, amelybe Pertev pasa hajója szaladt bele, nekirohant a Szultána másik oldalának, és onnan támadott. Újabb és újabb hajók kapcsolódtak be a zászlóshajók harcába. Venier gályáját, miközben a főparancsnok segítségére sietett, felöklelte egy török hajó, és csak a tartalék két velencei gályájának gyors beavatkozása mentette meg. Ahogy haladt előre a küzdelem, úgy érkeztek a tartalék hajói a szorongatott keresztény gályák segítségére. A török zászlóshajó egyórányi küzdelem után, 13 óra körül elesett. A véres kézitusában meghalt Ali pasa, Don Juan de Austria pedig megsebesült egy lándzsaszúrástól, a lábán. Ali pasa fejét levágták, és lándzsára tűzték.
A La Real hátsó árbócára felvonták a Szultána Korán-versekkel díszített lobogóját, a török zászlóshajóra pedig a Liga lobogóját húzták fel. Ezt látva a török sereg megzavarodott. A hajók egy része megpróbált visszafordulni és elmenekülni, megzavarva a továbbra is harcban álló egységeket. A vége mészárlás lett, a török főerő kevéssel délután egy óra után összeomlott, és a jobbszárny sorsára jutott. Pertu pasa egy gyors hajóval megszökött a csata helyszínéről.

### Ütközet a török balszárnyon
A keresztény flotta jobbszárnyát Giovanni Andrea Doria vezette. A hajóhad előtt haladó két galeaszt Andrea da Pesaro és Pietro Pisani irányította. Velük szemben Ulucs Ali pasa hajói álltak hadrendbe. A centrumból úgy tűnt, Doria nem akar harcolni, és ezért egyre távolodik a csata helyszínéről. De Austria egy vitorlást küldött oda, hogy tisztázza a helyzetet. Valójában Doria azért küzdött, hogy a nagyobb létszámú török had ne tudja a nyílt tenger felől megkerülni, majd hátba támadni. Ráadásul néhány velencei hajó, attól tartva, hogy Doria elárulta őket, megbontotta a hajók rendjét, és a főerő felé fordult. Ahogy a keresztény hajók távolodtak a centrumtól, rés nyílt közöttük, amelybe betörtek Ulucs Ali pasa gályái.
A török hajók le tudtak választani a többiektől néhány velencei és három máltai gályát. Ezek a hajók reménytelenül kevesen voltak a rájuk támadó törökökkel szemben. A három máltai gályát hét algériai hajó támadta meg. A keresztény hajók hősiesen küzdöttek a nagyobb létszámú ellenséggel. A máltai zászlóshajó legénységéből mindössze hatan élték túl az összecsapást, köztük a parancsnok, Pietro Giustiniani, akit ötször találtak el nyíllal, és kétszer vágtak meg handzsárral. A szicíliai hajók megpróbáltak segíteni, de lerohanták őket. A kalózok lemészárolták a genovai és a savoyai zászlóshajó, valamint öt velencei gálya teljes legénységét.A török siker nem volt hatással a főerő küzdelmére és Santa Cruz márkijának beavatkozása megelőzte az összeomlást. Ulucs Ali hajóit bekerítették, a pasa elhagyta ostromlott hajóját, és a máltai gálya lobogójával elmenekült. A gyűrűből mindössze 14 könnyű hajónak sikerült kitörnie.

## Veszteségek
A veszteségek pontos adatai nem ismertek. A becslések szerint a csatában a keresztények közül nagyjából nyolcezer vesztette életét, míg a halott törökök számát 20-30 ezer főre teszik. A liga 117 gályát zsákmányolt, és több ezer embert ejtett fogságba, és mintegy 15-20 ezer keresztény gályarabot felszabadított. Nyolcezer keresztény megsebesült, köztük az egyik pápai gályán szolgáló Miguel de Cervantes is. A keresztény zsákmány 137 gálya volt. A pusztításra visszaemlékezve egy angol tengerész azt mondta, annyi törmelék borította a tengert, hogy száraz lábbal át lehetett volna kelni rajta. A keresztény had Petala kikötőjében töltötte az éjszakát.
A zsákmányból a Pápai állam 19 gályát és két könnyűgályát, valamint 881 rabszolgát kapott. A spanyoloknak 64 hajó és 1713 rabszolga, a velenceieknek 43 hajó és 1162 rabszolga jutott. A lepantói csata volt az utolsó nagy ütközet, amelyet evezőkkel hajtott hajók vívtak.

## Következmények

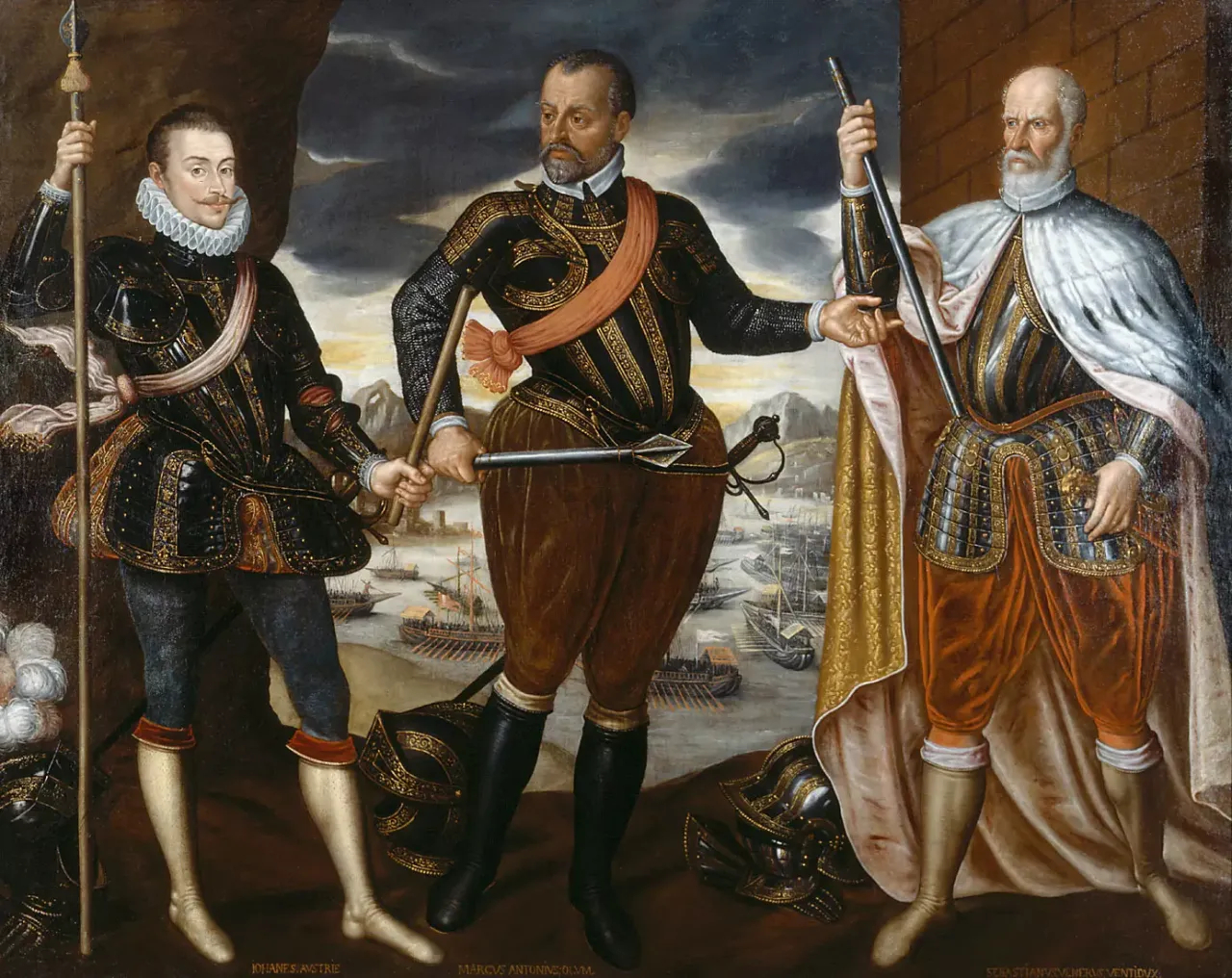
Don Juan de Austria (b), Marcantonio Colonna és Sebastiano Venier

A visszatérő keresztény flottát Messinában díszlövések és zúgó harangok fogadták. V. Piusz pápa október 22-én értesült a győzelemről, és már azon a napon hálaadó misét celebrált a római Szent Péter-bazilikában. A harc alatt a pápa és környezete kitartóan imádkozta a rózsafüzért, és a győzelmet az imádkozásnak tudta be, ezért elrendelte, hogy a csata napja, október 7. a Rózsafüzér Királynőjének ünnepe legyen. Az ünnep a keresztények megsegítésének napja. A pápa a misén reményének adott hangot, hogy további győzelmeket érnek el a jövőben.
Velencében a kézművesek és kereskedők játékokat és látványosságokat rendeztek. Messinában Don Juan győzelmi felvonulást tartott, Marcantonio Colonna pedig diadalmenetet tarthatott Rómában.
De Austria a zsákmányból neki járó részt, valamint a Messina városától kapott 30 ezer dukátot szétosztotta az ütközet sebesültjei között. A császári zászlót a pápának, a híres zöld selyemlobogót pedig II. Fülöpnek ajándékozta. A mekkai selyemzászlóba 28 900-szor hímezték bele aranyfonallal Allah nevét. A zászló a szultán kincstárából származott, és Lepantóig egyetlen olyan csata sem volt, ahol nem nyertek a törökök, miután felvonták.
A török birodalom hatalmas erejét még ez a katasztrófa sem törte meg, Velence továbbra is defenzívában maradt a Földközi-tenger keleti medencéjében. Szokolli Mehmed nagyvezír a vereség után fölényesen ezt mondta Velence konstantinápolyi követének: "Nagy különbség van a ti veszteségetek és a miénk között. Tőletek egy királyságot ragadtunk el, Ciprust, egy karotokat vágtuk le. Ti viszont leverve flottánkat, csak a szakállunkat borotváltátok le. Egy levágott kar nem nő ki többet, a leborotvált szakáll viszont igen, még nagyobb erővel." 
1572-re a teljes flottát újjáépítették, és Uludzs Alit nevezték ki főparancsnoknak. A Szent Liga nem érte el kitűzött célját, se Ciprust, se Észak-Afrikát nem tudta elvitatni az oszmánoktól. Ezért, valamint belső ellentétei miatt a liga 1573-ra széthullott. Ebben az évben, egy esztendővel V. Piusz halála után, a Velencei Köztársaság olyan különbékét kötött az Oszmán Birodalommal, mintha a Lepantói csatát a törökök nyerték volna meg: ennek értelmében Velence lemondott Ciprusról és más, időközben elfoglalt erődről, valamint 300'000 aranydukát kártérítést fizetett készpénzben (viszont kereskedelmi érdekeltségei sértetlenek maradtak).  A török flottát újjáépítették, a birodalom azonban soha nem heverte ki a tapasztalt hajósok ezreinek elvesztését.
A vesztes ütközet után a török hajóhad kerülte az összecsapást a keresztényekkel, és ebben az időben felépült az új flotta, amelyben megjelentek a mahonék, a nagy tűzerejű török nehézgályák. 1572 áprilisára 250 gálya és öt nehézgálya állt készen a harcra. Tunisz, amelyet a spanyolok 1573 októberében visszafoglaltak, a következő évben elesett.